# 张再
张再（1928年—2016年），江西省九江市人，中华人民共和国政治人物、外交官。

## 生平
1948年在晋冀鲁豫边区北方大学学习。后在华北大学二部外语系学习。1949年3月调中共中央外事组工作。同年10月调外交部工作。先后任外交部美澳司美国科科员、副科长，美国处副处长。1969年至1971年，在外交部干校劳动。1971年后在外交部欧美司、美大司和国际问题研究所工作。1973年参与编写外交部《新情况》第153期。1979年起，任外交部美大司一处处长，1982年后任美大司副司长，中国驻美国大使馆公使銜參贊。1985年任中国驻美国大使馆公使。1986年，接替聂功成，担任中华人民共和国驻澳大利亚大使。1990年，由石春来接任。1990年，任中国国际经济咨询公司高级顾问。